# Zornia vaughaniana
Zornia vaughaniana é uma espécie vegetal da família Fabaceae.
Apenas pode ser encontrada na Maurícia.
Os seus habitats naturais são: costas rochosas e costas arenosas.